# Sal Zizzo
Sal Zizzo est un joueur international américain de soccer né le 3 avril 1987 à San Diego en Californie. Il joue au poste de défenseur latéral.

## Biographie
Le 13 décembre 2013, Zizzo est transféré au Sporting de Kansas City en échange d'une allocation monétaire.